# Shermuhammad Qoʻziyev
Shermuhammad Qoʻziyev (23 maja 1971) – uzbecki zapaśnik w stylu klasycznym. Olimpijczyk z Atlanty 1996, gdzie zajął dziesiąte miejsce w kategorii do 130 kg.
Czterokrotny uczestnik mistrzostw świata; dziewiąty w 1997. Drugi na igrzyskach azjatyckich w 1998 i czwarty w 2002. Srebrny medal na igrzyskach Centralnej Azji w 1999. Brązowy medal mistrzostw Azji w 1996 i 2001. Czwarty w Pucharze Świata w 1996; piąty w 1997 roku.